# Adventor, Octavio y Solutor
Los santos Adventor, Octavio y Solutor en italiano Santi Avventore', Ottavio e Solutore (fallecidos en 297), fueron soldados romanos de la legendaria Legión tebana martirizados en el siglo III y son considerados los primeros mártires de Turín.
En la capital piamontesa de Turín, donde son especialmente venerados, está dedicada a ellos, la Iglesia de los Santos Mártires (Chiesa dei Santi Martiri), que alberga sus reliquias desde el año 1584.
La memoria litúrgica está fechada para el 20 de noviembre en el Martirologio Romano, aniversario de su muerte, mientras que la arquidiócesis de Turín celebra su memoria el 20 de enero, día del aniversario del traslado de las reliquias.
Son venerados en noviembre por católicos, ortodoxos y ortodoxos orientales como santos mártires.

## Historia
Después de la aniquilación de la Legión en Agaunum hoy Saint-Maurice, por el césar Maximiano, pocos soldados del líder San Mauricio de Agauno lograron escapar de la escena del pogromo. Octavio, Salvator y Adventor se escondieron en Turín. Pero sin embargo, Octavio y Adventor fueron capturados por los perseguidores de los cristianos y ejecutados ahí mismo, por decapitación a espada. Salvatore, que era más joven y estando herido por una estocada de lanza, logró escapar de sus perseguidores por un tiempo y encontró refugio en una cantera de arena. Fue descubierto por un niño que dio la voz de alarma, arrestado y ejecutado a orillas del río Dora, en un pantano cerca de Ivrea y también decapitado.
El obispo de Turín, San Máximo fue quien habló por primera vez de éstos mártires.
El culto a los santos se remonta al siglo V, como lo atestigua San Ennodio de Pavía visitando la basílica local en honor de los mártires, en italiano: Chiesa dei Santi Martiri Torino.
Según una visión de alrededor de 1844 de San Juan Bosco, la Virgen María le señaló el lugar de la muerte de Octavio y Adventor; dicho lugar es donde la Basílica de María Auxiliadora en Turín fue erigida y dicho templo lleva sobre su frontón las tres estatuas con los nombres de San Avventore, San Solutore y San Ottavio.

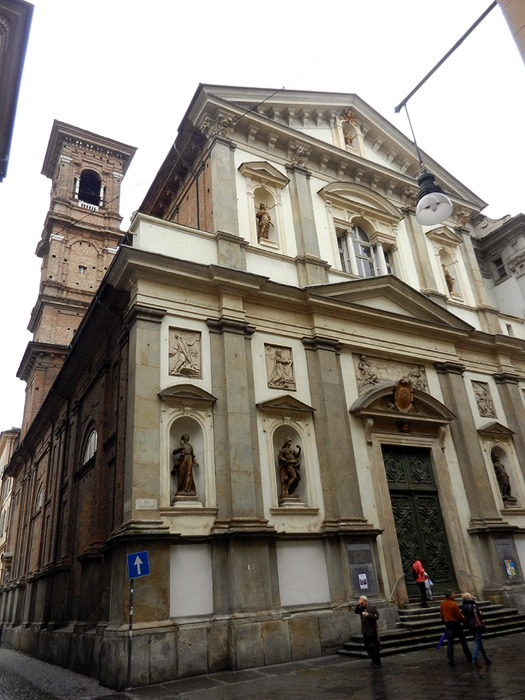
Iglesia de los Santos Mártires: Casa de las reliquias

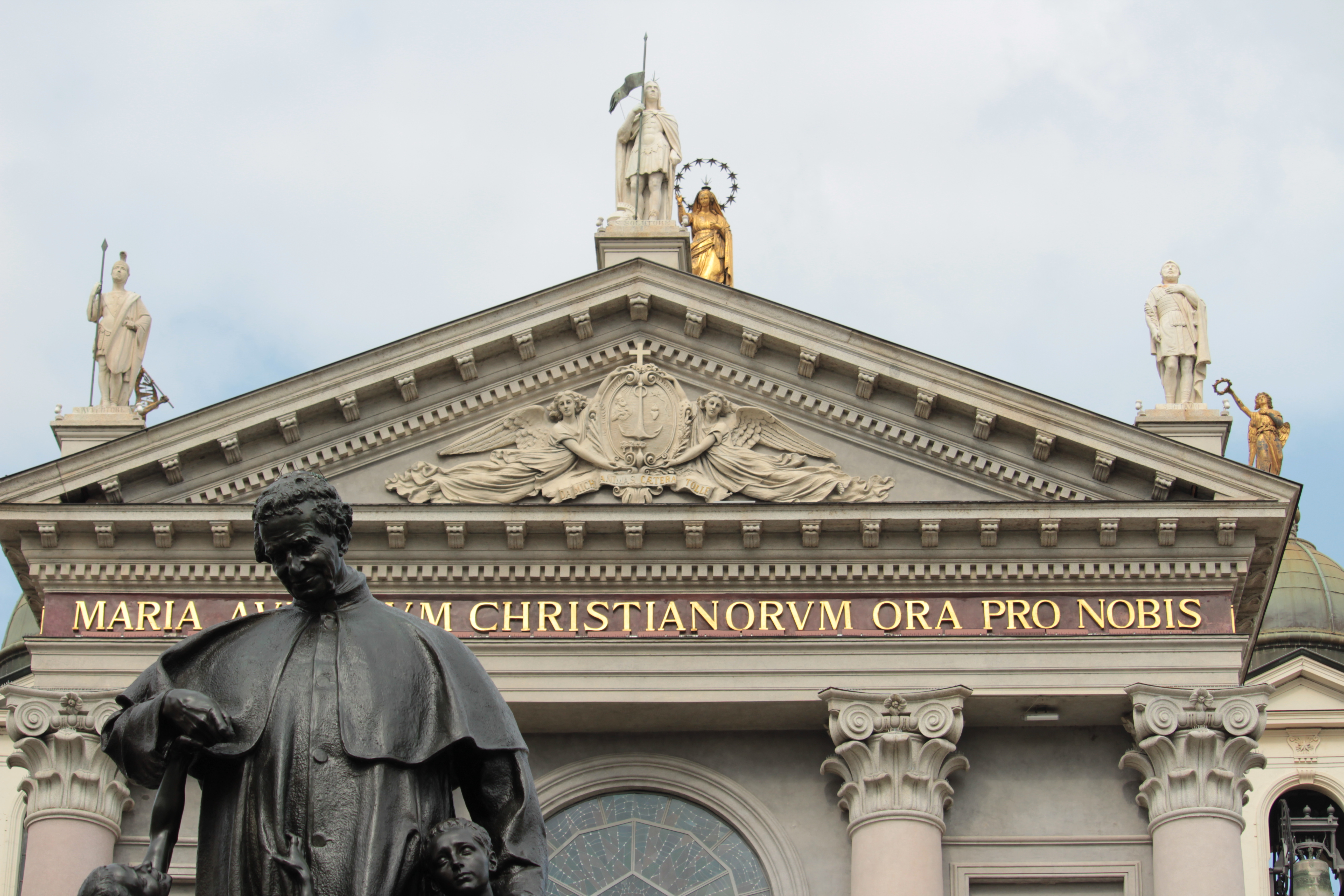
Basílica de María Auxiliadora: Frontón con las tres estatuas.

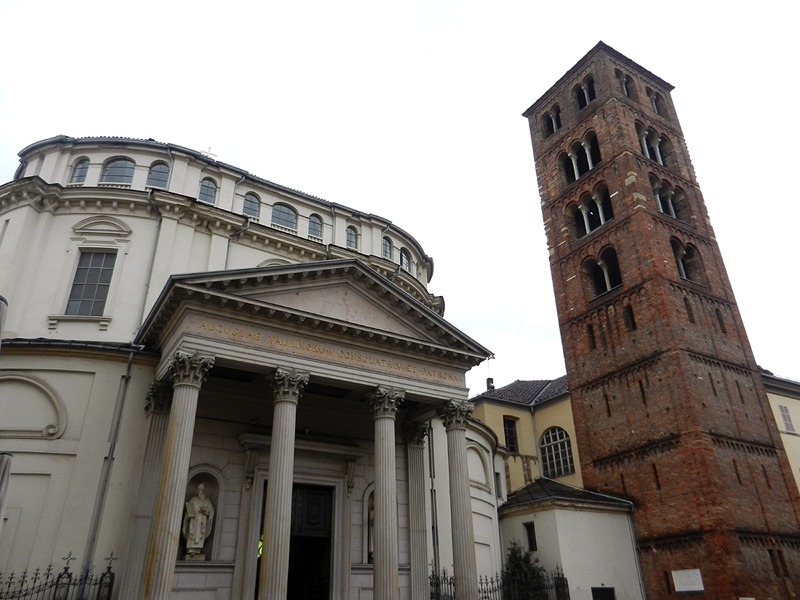
Santuario de la Consolata: Lugar dónde se encuentran los tres mártires.

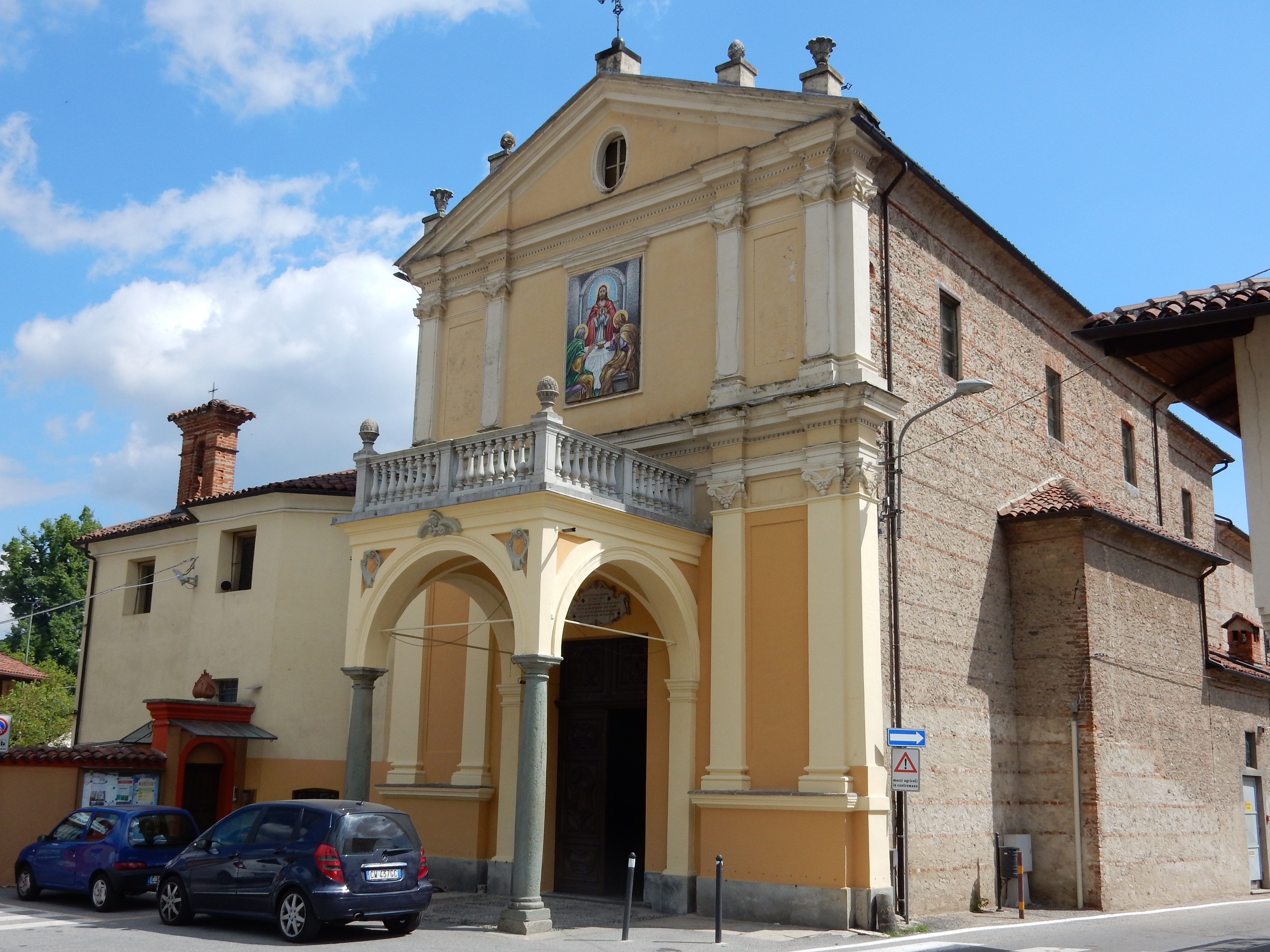
Iglesia de los Santos Solutore, Avventore y Ottavio. Ubicada en Sangano

## Reliquias
Los cuerpos de los asesinados fueron encontrados dentro de la región de Turín, luego los fueron recuperados por la matrona cristiana Giuliana (o Juliana) y enterrados cerca de Turín. Sobre sus tumbas se construyó una primigenia "celda oratoria", es decir, una pequeña capilla que luego fue ampliada hasta convertirse en una basílica con un atrio del obispo Vittore, quien administraba Turín hacia fines del siglo V.
Posteriormente, el obispo Gezone renovó esta basílica y la incorporó a un monasterio benedictino dedicado a San Solutor, dependiente de la abadía Sacra di San Michele y que tuvo como primer abad a un cierto Romano, al que sucedió San Goslino (o Goselino).
Cuando Francisco I de Francia ordenó a derribar el monasterio a San Solutor en 1536, los cuerpos de los tres mártires junto con los de San Goslino y Santa Juliana, fueron trasladados al Santuario de la Consolata y finalmente, en 1575, se construyó la iglesia de los Santos Mártires, en dónde se albergan sus reliquias.